# Ossification endoconjonctive
 (août 2006).
L’ossification endoconjonctive, également appelée ossification intramembraneuse, est un processus fondamental du développement osseux. Elle est particulièrement impliquée dans la formation des os plats tels que ceux du crâne, de la face et de la scapula, ainsi que dans l’épaississement cortical de certains os longs comme le fémur et l’humérus, notamment au cours de leur croissance en épaisseur.
Au cours de l’embryogenèse, le mésenchyme, tissu conjonctif embryonnaire pluripotent, subit une différenciation directe sans passer par un stade cartilagineux. Ce processus est marqué par une angiogenèse intense, favorisant l’implantation de vaisseaux sanguins nécessaires à l’apport en nutriments, oxygène et cellules précurseurs. Les cellules mésenchymateuses, initialement de type fibroblastique, se condensent dans une matrice extracellulaire riche en collagène, et acquièrent progressivement un phénotype ostéoblastique. Ces ostéoblastes commencent alors à sécréter l’ostéoïde, une matrice organique riche en collagène de type I et en protéines de la minéralisation comme l’ostéocalcine, l’ostéonectine et la phosphatase alcaline.
La formation osseuse débute par l’apparition de multiples foyers d’ossification, qui s'étendent et fusionnent progressivement, créant un réseau de travées délimitant des cavités vasculaires : c’est l’os spongieux primitif. Ce tissu osseux initial, appelé os réticulaire ou os non lamellaire, est désorganisé, fragile et transitoire. Il sera progressivement remplacé par un os lamellaire, plus résistant, au cours du remaniement osseux.
La minéralisation de la matrice ostéoïde constitue une étape cruciale : des cristaux d’hydroxyapatite (phosphate de calcium) se déposent le long des fibres de collagène, durcissant la matrice. Une partie des ostéoblastes est alors emprisonnée dans cette matrice minéralisée et se différencie en ostéocytes, résidant dans des lacunes osseuses, et assurant la régulation locale du métabolisme osseux.
À mesure que la structure osseuse se consolide, les fibres de collagène s’alignent en lamelles parallèles, formant des ostéones (ou systèmes de Havers) autour des capillaires. Cela confère à l’os une architecture ordonnée et une meilleure résistance mécanique. Au niveau des os plats du crâne, l’os lamellaire reste encadré de deux tables d’os compact, séparées par une couche centrale d’os spongieux appelée diploé.
Enfin, la différenciation du mésenchyme environnant conduit à la formation :
du périoste, à la surface externe, jouant un rôle clé dans la croissance et la réparation osseuse,
et de l’endoste, à l’intérieur, qui tapisse les cavités médullaires et participe à la régulation du remodelage osseux.